# Rio Quixeramobim
Rio Quixeramobim är ett periodiskt vattendrag i Brasilien.   Det ligger i delstaten Ceará, i den östra delen av landet, 1 500 km nordost om huvudstaden Brasília.
Omgivningarna runt Rio Quixeramobim är huvudsakligen savann. Runt Rio Quixeramobim är det glesbefolkat, med 15 invånare per kvadratkilometer.